# Navy Mark IV

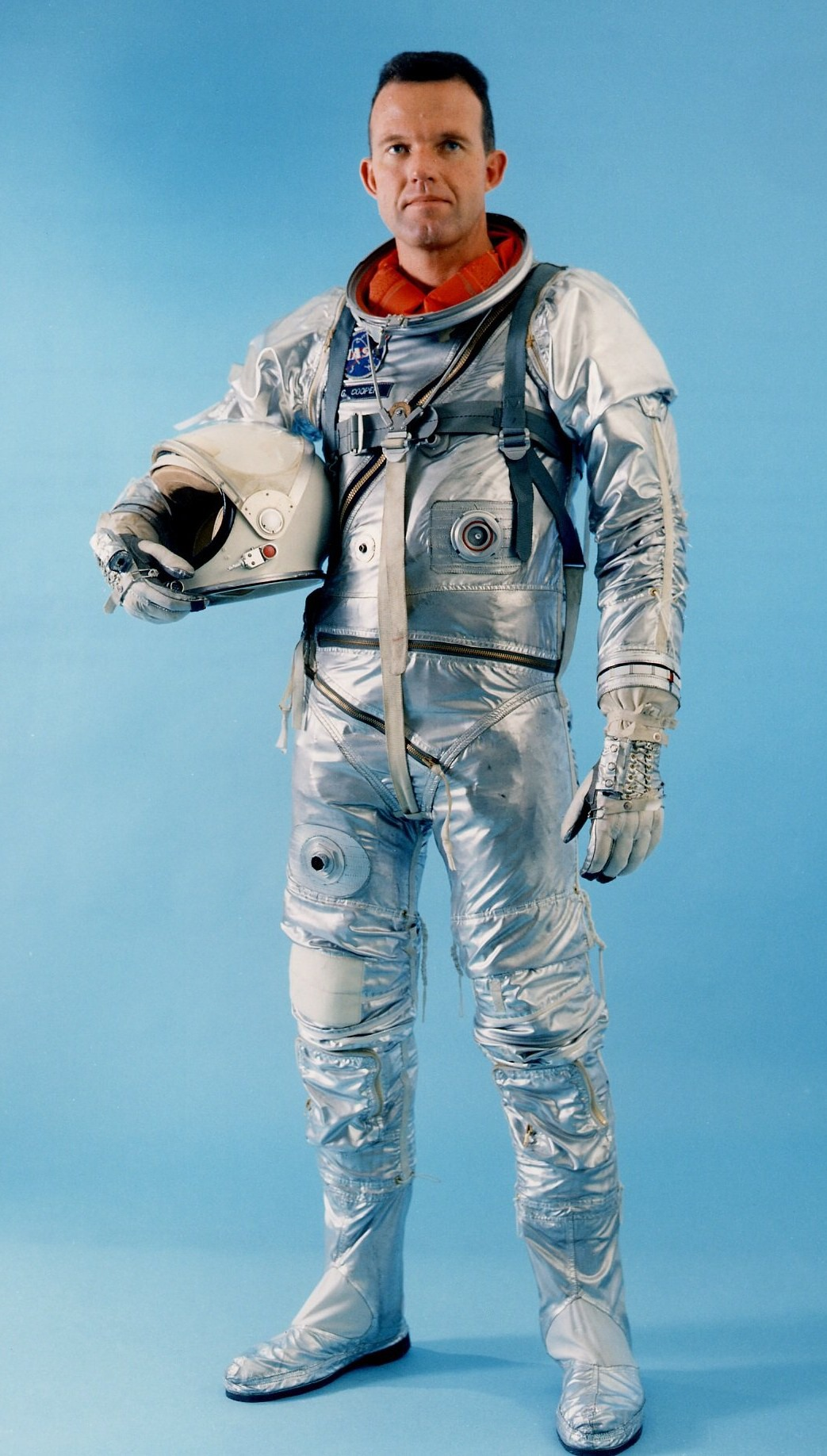
Гордон Купер в скафандре Navy Mark IV.

Navy Mark IV (модель 3 тип 1) — скафандр, использовался в космических полётах по программе Меркурий. Это высотный скафандр для всего тела, разработанный «B.F. Goodrich Company» и первоначально использовался американским флотом для пилотов при высотных полётах самолётов-истребителей (предыдущие модели). Этот скафандр использовался астронавтами во всех полётах по программе Меркурий.

## До Меркурия
Скафандр был разработан Расселом Колли (спроектировал и создал, такой носил лётчик Уайли Пост) как средство жизнеобеспечения при полётах в пределах земной атмосферы в примитивных, негерметичных высотных реактивных истребителях, разработанных американскими Воздушными силами и американским флотом после Корейской войны. Скафандр Navy Mark IV начал использоваться в конце 1950-х годов. До появления Марка-4 флот создавал различные типы полных скафандров из этого ряда, но у всех вариантов до Марка-4 были сложности с подвижностью и большой вес.
Вариант Марк-4 решил проблемы подвижности использованием упругого шнура, который исключал вздутие скафандра, и был самым лёгким скафандром, разработанным для военных. Самое серьёзное испытание скафандра произошло 4 мая 1961 года во время полёта на воздушном шаре Малкольма Росса и Виктора Прэтэра из лаборатории Strato-V в не герметичной гондоле на высоту 34 км 670 м. С появлением герметичных кабин у воздушных шаров, отпала необходимость в полном скафандре Марк-4 и «David Clark Company» по контракту с американскими ВВС и Национальным Консультативным комитетом по Аэронавтике (позже NASA), стала разрабатывать новый скафандр для самолёта-ракеты Х-15.

## Проект Меркурий

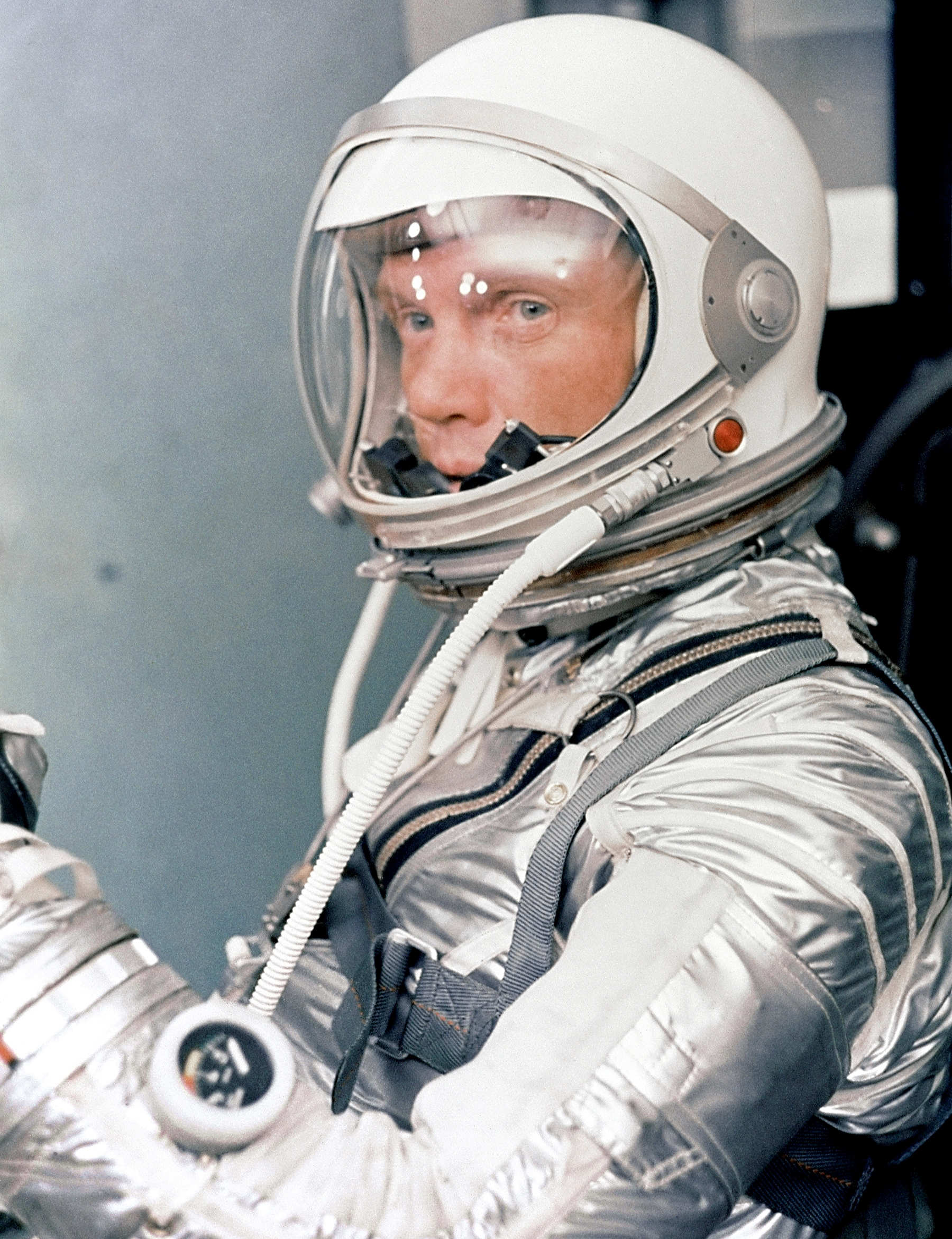
Джон Гленн в скафандре с гермошлемом.

Когда NASA начало разрабатывать Проект Меркурий в 1958 году, появилась одна из первых задач — наличие скафандра, который защитил бы астронавта в случае внезапной разгерметизации капсулы в космическом полёте. NASA сравнило скафандр морских ВВС Марк-4 и высотный скафандр для самолёта Х-15, и выбрало Марк-4, потому что он был не такой большой как у Дэвида Кларка и в него легко было внести изменения, ориентируясь на его новую космическую роль. Для проекта Меркурий NASA потребовало внести несколько изменений в скафандр морских ВВС Марк-4:
- Заменить систему дыхания «разомкнутого контура» на вариант «замкнутый контур», устранив резиновую маску с лица пилота. Кислород должен поступать в скафандр через шланг в районе талии астронавта и распространяться по всему скафандру, обеспечивая охлаждение. А выходить через шланг в правой стороне шлема, или через лицевую панель, если она была открыта. При нажиме на небольшую кнопку, которая находилась около левой стороны челюсти астронавта, происходила подача кислорода, когда лицевая панель была закрыта.
- Замена темно-серой нейлоновой внешней оболочки на двойной слой из покрытого алюминием нейлона, в целях улучшения теплообмена.
- Замена элементов из чёрной кожи на белую кожу, позже — кожа с нейлоном с алюминиевым напылением, также в целях улучшения теплообмена.
- Введение ремней и застежек-молний для аккуратной подгонки, а также стягивающие шнуры в плечах, локтях и в районе колен.
- Специальные перчатки с четырьмя сгибающимися пальцами для того, чтобы обхватить средства управления, с большим пальцем, сделанным прямо для того, чтобы нажимать на кнопки и щелкать переключателями. (В книге «Мы, Семь», астронавты указали, что специальная конструкция перчаток позволила им не пользоваться «палочками» для нажатия кнопок и переключателей.)
- На правом бедре должен находиться блок «Биомед» для передачи биометрических данных в системы телеметрии космического корабля.

У каждого астронавта было три скафандра: один для обучения, один для полёта, и один — резервный. Этот комплект стоил 20 000 долларов и в отличие от военных скафандров Марк-4, подгонялся каждому астронавту индивидуально. Ни один из скафандров не подвел во время космических полётов. Ни одна капсула Меркурия никогда не разгерметизировалась, таким образом скафандры никогда не раздувались после старта. Единственный связанный со скафандром инцидент был связан с входным клапаном вентиляции, который чуть не привел к гибели астронавта Вирджила Гриссома в конце полёта Меркурий-Редстоун-4. После приводнения в Атлантическом океане с капсулы сорвало люк и она начала заполняться водой, вынуждая Гриссома покинуть корабль, а скафандр, присоединённый к системам корабля не позволял это сделать быстро, а в дальнейшем мешал плыть. Самые частые жалобы у астронавтов на скафандр были связаны с дискомфортом из-за плохого температурного режима и невозможностью повернуть голову вместе с гермошлемом.

## Спецификация
- Название: Скафандр для Меркурия
- Поставщик: морские ВВС — Марк IV
- Изготовитель: B.F. Goodrich Company
- Миссии: МР-3, МР-4, МА-6, МА-7, МА-8, МА-9
- Функция: защита астронавта на борту космического корабля
- Тип давления: полный
- Рабочее давление: 25 5 кПа
- Вес скафандра: 10 кг
- Основной режим жизнеобеспечения: космический корабль
- Резервный режим жизнеобеспечения: космический корабль

## Модификации
После полёта МР-3 в мае 1961 года, скафандр Меркурий претерпел несколько изменений, был улучшен, главным образом в области комфорта и подвижности. Эти изменения включали:
- Добавлены кольца вращения в запястьях и плечах, начиная с полёта Гриссома на Меркурий-Редстоун-4 — 4 скафандра. Это предложил Шепард, его перчатки застегивались на сам скафандр, затрудняя действия астронавта при не большом вращении запястий для нажатия клавиш и тумблеров при управлении космическим кораблём.
- Внедрение устройства сбора мочи в скафандре, после полёта Меркурий-Редстоун-4. Шепард, пережидая многократные откладывания начала обратного отсчёта, должен был мочиться в плотное хлопчатобумажное нижнее бельё прямо в скафандр; в то время как инженеры предполагали, что такое устройство не нужно, так как полёт должен был продлиться только 15 минут.
- Установка выпуклого зеркала на груди астронавта — для того, чтобы бортовая видеокамера, производя съёмку астронавта, могла захватить и приборную панель — позволила убрать вторую камеру, которая использовалась с этой целью на Меркурий-Редстоун-3. Такое зеркало было установлено, начиная с Меркурий-Атлас-8.
- После полёта Гриссома на Меркурий-Редстоун-4 для безопасности при приводнении на груди скафандра астронавта стали прикреплять маленький надувной спасательный жилет.

В подготовке к заключительному полёту по программе Меркурий МА-9, которым управлял Гордон Купер, скафандр подвергся большому количеству модификаций, прежде всего — замена кожаных ботинок, теперь они были включены непосредственно в скафандр. Другие изменения касались подвижности плеча и гермошлема. Новая автоматика избавила астронавта от необходимости нажимать левой стороной скулы на кнопку подачи кислорода, были добавлены новые микрофоны и новый термометр (был заменен ректальный термометр, используемый в предыдущих полётах). Купер отказался от выпуклого зеркала и спасательного жилета. Шепард, который был дублёром Купера, имел такой же скафандр для полёта, но в следующем, правда отменённом полёте Меркурий-Атлас-10 астронавт должен был носить скафандр со всеми дополнениями. Меркурий-Атлас-9 был последним полётом со скафандром Меркурий.

## Дальнейшее использование
После завершения программы Меркурий Mark IV использовался как первый вариант при разработке скафандра для программы Джемини, но из-за многих улучшений высотного скафандра X-15 и большего размера корабля Джемини, а также необходимости выхода в открытый космос, скафандр Меркурий был поэтапно выведен из NASA и заменен основной версией G3C скафандра X-15. С тех пор NASA обращалось либо к «David Clark Company, ILC Дувр, Гамильтон Сандстрэнд», либо к «Oceaneering International» для всех изменений скафандра. После окончания программы Меркурий «B.F. Goodrich Company» могла быть привлечена только для производства шин посадочного устройства Шаттла, но это было сделано Michelin.

## Фото

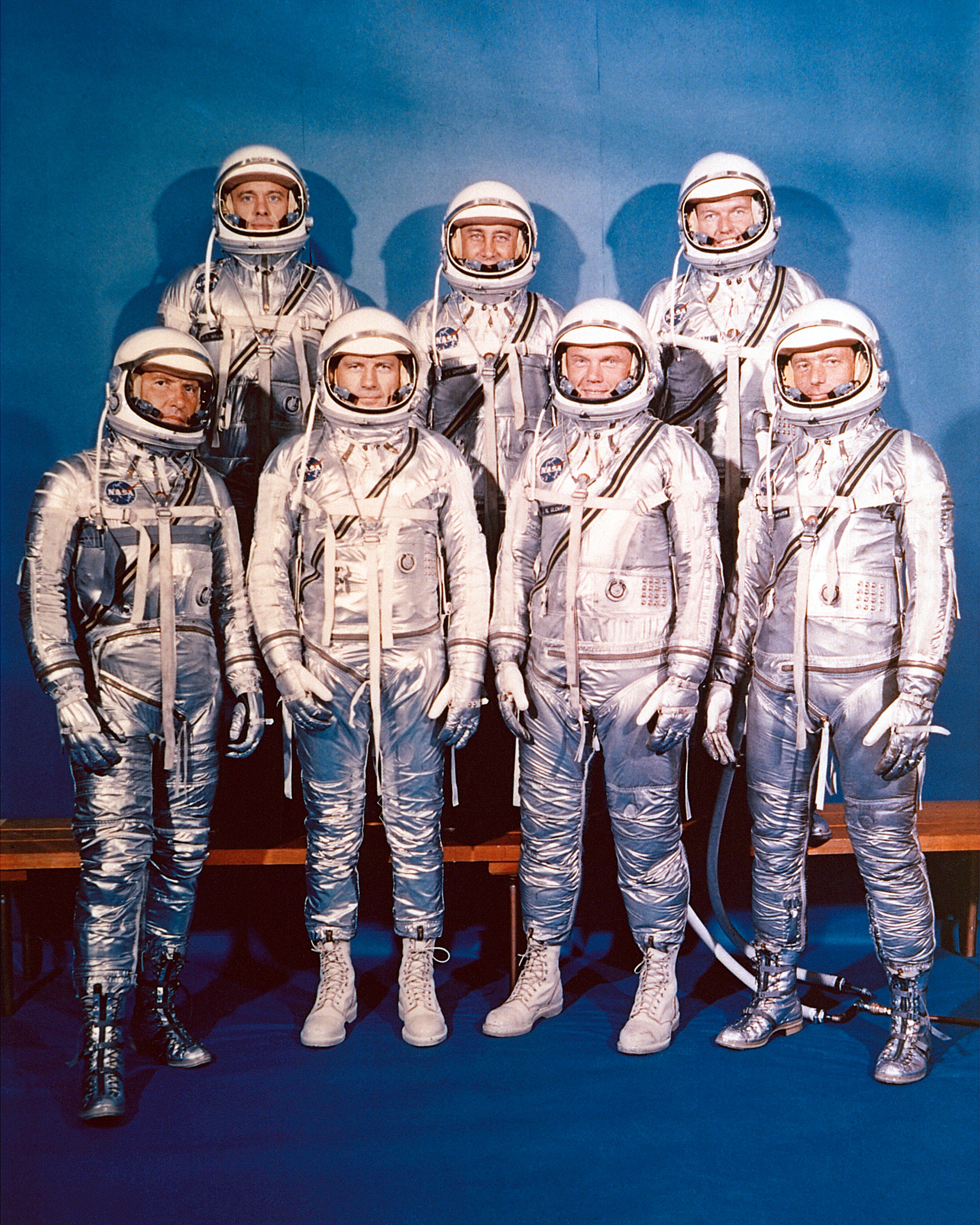
Первая семёрка